# Jack Patera
John Arlen Patera, detto Jack (Bismarck, 1º agosto 1933 – Cle Elum, 31 ottobre 2018), è stato un giocatore di football americano e allenatore di football americano statunitense nella National Football League (NFL). È stato il primo capo-allenatore della storia dei Seattle Seahawks. Era il fratello maggiore del wrestler Ken Patera.

## Carriera da allenatore
Nel gennaio 1976, Patera fu assunto come capo-allenatore dei Seattle Seahawks, al loro debutto nella NFL. Poco dopo il suo arrivo, iniziò il difficile compito di costruire una squadra competitiva dalle fondamenta. Insieme ai Tampa Bay Buccaneers, i Seahawks scelsero 39 giocatori nell'Expansion Draft tenuto il 30 e 31 marzo 1976. Nel Draft NFL 1976, i Seahawks con la seconda scelta assoluta selezionarono il defensive tackle Steve Niehaus.
Nel 1976, i Seahawks terminarono la loro prima stagione con un record di 2-12, un fatto usuale per una squadra di espansione. A far ben sperare per il futuro della franchigia ci furono il quarterback Jim Zorn e il wide receiver Steve Largent. Grazie a queste prestazioni la squadra salì a un record di 5-9 nel 1977 e 9-7 nel, Patera quando Patera fu premiato come allenatore dell'anno dall'Associated Press e Sporting News. I Seahawks terminarono ancora con un record di 9-7 nel 1979, ma fecero seguito due stagioni deludenti nel 1980 e 1981. Il rapporto coi giocatori della squadra si deteriorò velocemente dopo che minacciò di multare (cosa che poi effettivamente fece) coloro che avessero partecipato allo sciopero del sindacato dei giocatori del 1982. Patera fu licenziato dopo aver perso le prime due partite della stagione 1982 venendo sostituito ad interim dal general manager Mike McCormack. Dopo la sua esperienza a Seattle non allenò più alcuna squadra.

## Palmarès
- Allenatore dell'anno (1978)

## Statistiche da giocatore
| Partite totali | 61 |
| Intercetti     | 6  |